# IFK Hässleholm

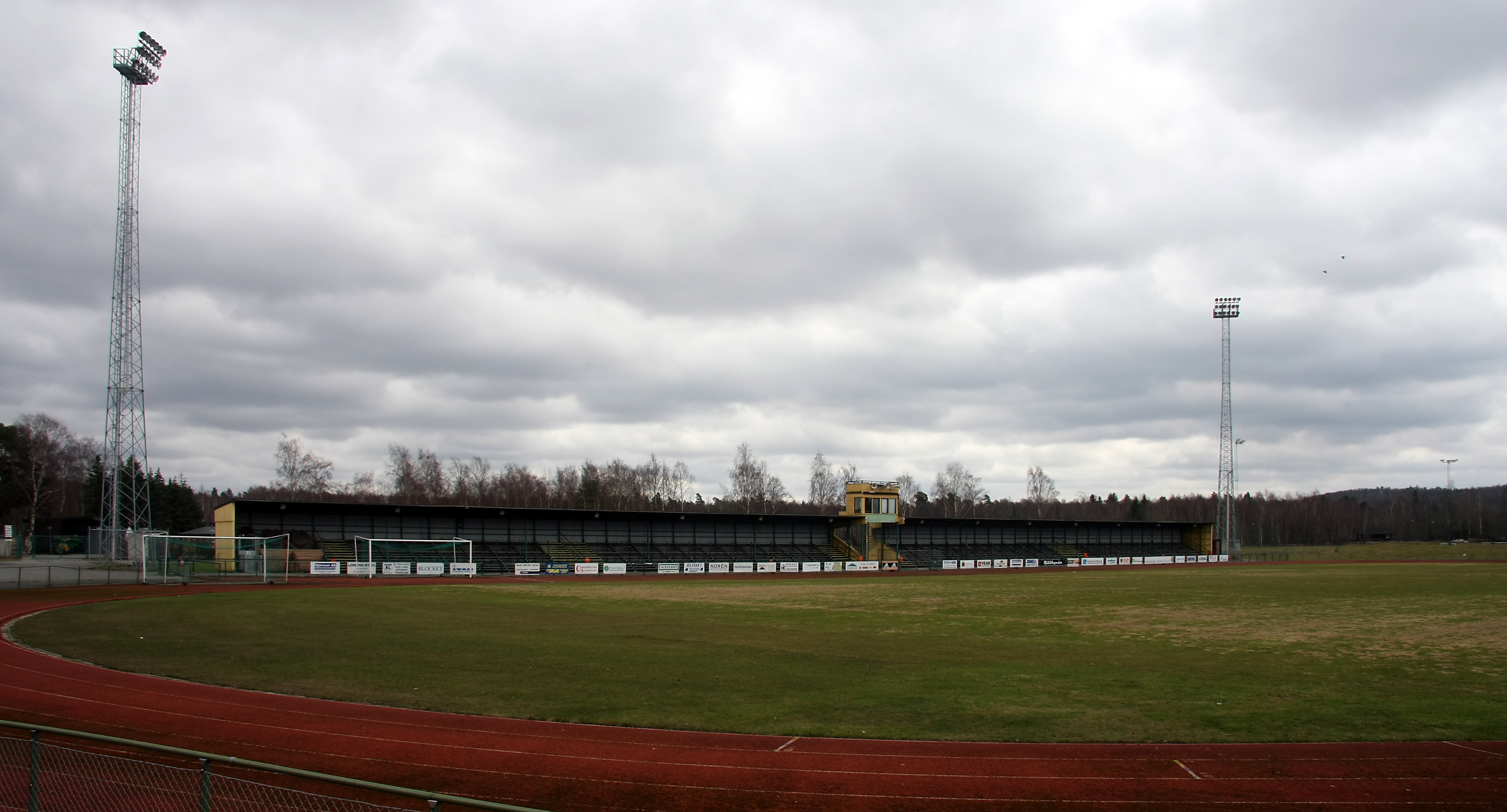
Österås IP, hemmaplan för IFK Hässleholm.

IFK Hässleholm, egentligen Idrottsföreningen Kamraterna Hässleholm är en idrottsförening från Hässleholm i Skåne, som bildades den 20 juni 1905. Herrarnas fotbollslag har som bäst spelat i andradivisionen, dåvarande division 2/1 (1975-1981, 1987-1988, 1992-1998).
I dag har IFK Hässleholm två lag på seniornivå - ett herrlag och ett juniorlag - samt ett antal pojklag.
Flera spelare som fostrats i klubben har blivit landslagsmän, på senare år märks May Mahlangu, Tokelo Rantie, Jon Jönsson och Andreas Dahl, men även Tobias Linderoth och engelske landslagsmannen Peter Crouch har som unga spelat för klubben.
Spelardräkten är i dag gulsvartrandig, men den ursprungliga är vinröd tröja och vita byxor .

## Historia
Under 1910-talet var IFK Hässleholm en av de bästa klubbarna i Sverige och 1918 blev laget skånska mästare. 1919 vann IFK Hässleholm Kamratmästerskapen.
1991 gick klubben åter upp i division 1. Klubbens största framgång kom 1993 då man kvalade till Allsvenskan men misslyckades.
2000 lånades Peter Crouch och Alton Thelwell ut till klubben från Tottenham och framförallt Thelwell visade framfötterna medan Crouch inte ansågs platsa i laget. Lånen av spelarna kom till som ett resultat av att Jon Jönsson skrivit på för Tottenham.
Klubben har haft en hel del olika ordförande och en del av dem är Erik Leandersson, Karl-Erik Almqvist och de sista 25 åren har Lennart Persson innehaft positionen som ordförande.
2015-2016 spelade IFK Hässleholm i Division 2 Södra Götaland och från och med 2017 spelar de i Division 2 Östra Götaland.

## Övriga aktiviteter
Klubben har även bedrivit handboll. Den började på T 4 på 1930-talet. Man har vid flera tillfällen varit nära Allsvenskan. 1948 blev klubben skånska mästare. På 1980-talet lades handbollen ned och klubben satsade allt på fotbollen.
Under kortare perioder har man även bedrivit badminton och bordtennis.

## Arena
1910 byggdes Göingevallen. Innan dess hade klubben spelat på Linnéängen. Klubben använde Göingevallen till omkring 1970-talet, därefter har man spelat på Österås IP.

## Spelare

### Spelartruppen
| Nr | Land    | Pos | Namn                 |
| -- | ------- | --- | -------------------- |
| 1  | Sverige | MV  | Carl Lundahl Persson |
| 3  | Sverige | F   | Isak Orajärvi        |
| 13 | Sverige | MF  | Armin Culum          |
| 14 | Sverige | F   | Hugo Arvidsson       |
| 16 | Sverige | MF  | Victor Holmberg      |
| 21 | Sverige | MV  | Jacob Holmberg       |
| 22 | Sverige | A   | Isaac Holmberg       |
| -  | Sverige | A   | Albin Ekström        |
| -  | Sverige | F   | Danny Gunnarsson     |
| -  | Sverige | F   | Hampus Rydh          |

| Nr | Land    | Pos | Namn                       |
| -- | ------- | --- | -------------------------- |
| -  | Sverige | A   | Ivan Danielsson Andonovski |
| -  | Sverige | MF  | Jens Lynard                |
| -  | Sverige | MF  | Ludvig Hegdal              |
| -  | Sverige | MF  | Marcus Thuvesson           |
| -  | Sverige | MF  | Max Nilsson                |
| -  | Sverige | MF  | Max Sandberg               |
| -  | Sverige | MF  | Olle Kjellman Olblad       |
| -  | Sverige | A   | Robin Strömberg            |
| -  | Sverige | F   | Teo Helm                   |
| -  | Sverige | F   | Viktor Ahlgren             |

### Kända spelare
- Peter Crouch
- Albin Nilsson
- Andreas Dahl
- Christian Fegler
- Daniel Nicklasson
- Jesper Westerberg
- Jimmie Augustsson
- Johan Persson
- Jon Jönsson
- Magnus Arvidsson
- Mikael Dahlgren
- Tobias Linderoth
- Ayanda Nkili
- May Mahlangu
- Ralani Bradley
- Tokelo Rantie

## Kända ledare
- Anders Linderoth
- Bo Nilsson
- Peter Swärdh

## Klubbordförande
- Knut Rydlund 1905-1928
- Edgar Holm 1928-1936
- Erik Leandersson 1936-1950
- Kjell Rydlund 1950-1951
- Erik Leandersson 1951-1964
- Karl-Erik Almqvist 1964-1973
- Lennart Persson 1973-1999
- Hans-Inge Persson 1999-2002
- John Paulsson 2002-2009
- Ronny Nilsson 2009-2011
- Mats Flinck 2011-

## Skyttekungar
- 2001: David Eek,  6 mål.
- 2002: David Eek, 10 mål.
- 2003: Henrik Edfors, 8 mål.
- 2004: Fredrik Andersson, 12 mål.
- 2005: Johan Persson, 7 mål.
- 2006:
- 2007: Simon Larsson, 6 mål.
- 2008: Fisnik Alaj, 11 mål.
- 2009: Filip Thurn, 10 mål.
- 2010: Burim Rexhepi, 6 mål.
- 2011: Filip Thurn, 13 mål.
- 2012: Alexander Björnlund, 8 mål.
- 2013: Filip Ranmo, 8 mål.
- 2014: Karim Al-Asi, 11 mål.

Källa: SvFF

## Resultat i seriespel
| Säsong    | Serie                    | Placering | Publiksnitt (hemma) | Notering                                                                       |
| --------- | ------------------------ | --------- | ------------------- | ------------------------------------------------------------------------------ |
| 1928/1929 | Div 4                    | 11        | -                   | Nedflyttade till division 5.                                                   |
| 1929/1930 | Div 5                    | 1         | -                   | Uppflyttade till division 4.                                                   |
| 1930/1931 | Div 4                    | 7         | -                   | -                                                                              |
| 1931/1932 | Div 4                    | 5         | -                   | -                                                                              |
| 1932/1933 | Div 4                    | 11        | -                   | Nedflyttade till division 5.                                                   |
| 1933/1934 | Div 5                    | 3         | -                   | -                                                                              |
| 1934/1935 | Div 5                    | 1         | -                   | Uppflyttade till division 4.                                                   |
| 1935/1936 | Div 4                    | 1         | -                   | Uppflyttade till division 3.                                                   |
| 1936/1937 | Div 3                    | 5         | -                   | Första säsongen i tredjedivisionen.                                            |
| 1937/1938 | Div 3                    | 5         | -                   | -                                                                              |
| 1938/1939 | Div 3                    | 7         | -                   | -                                                                              |
| 1939/1940 | Div 3                    | 2         | -                   | -                                                                              |
| 1940/1941 | Div 3                    | 2         | -                   | -                                                                              |
| 1941/1942 | Div 3                    | 5         | -                   | -                                                                              |
| 1942/1943 | Div 3                    | 10        | -                   | Nedflyttade till division 4.                                                   |
| 1943/1944 | Div 4                    | 3         | -                   | -                                                                              |
| 1944/1945 | Div 4                    | 4         | -                   | -                                                                              |
| 1945/1946 | Div 4                    | 10        | -                   | Nedflyttade till division 5.                                                   |
| 1946/1947 | Div 5                    | 5         | -                   | -                                                                              |
| 1947/1948 | Div 5                    | 1         | -                   | Uppflyttade till division 4.                                                   |
| 1948/1949 | Div 4                    | 9         | -                   | Nedflyttade till division 5.                                                   |
| 1949/1950 | Div 5                    | 3         | -                   | -                                                                              |
| 1950/1951 | Div 5                    | 5         | -                   | -                                                                              |
| 1951/1952 | Div 5                    | 6         | -                   | -                                                                              |
| 1952/1953 | Div 5                    | 6         | -                   | Uppflyttade till division 4.                                                   |
| 1953/1954 | Div 4                    | 7         | -                   | -                                                                              |
| 1954/1955 | Div 4                    | 5         | -                   | -                                                                              |
| 1955/1956 | Div 4                    | 2         | -                   | -                                                                              |
| 1956/1957 | Div 4                    | 1         | -                   | Uppflyttade till division 3.                                                   |
| 1957/1958 | Div 3                    | 7         | -                   | -                                                                              |
| 1959      | Div 3                    | 3         | -                   | -                                                                              |
| 1960      | Div 3                    | 6         | -                   | -                                                                              |
| 1961      | Div 3                    | 3         | -                   | -                                                                              |
| 1962      | Div 3                    | 6         | -                   | -                                                                              |
| 1963      | Div 3                    | 11        | -                   | Nedflyttade till division 4.                                                   |
| 1964      | Div 4                    | 1         | -                   | Uppflyttade till division 3.                                                   |
| 1965      | Div 3                    | 5         | -                   | -                                                                              |
| 1966      | Div 3                    | 3         | -                   | -                                                                              |
| 1967      | Div 3                    | 3         | -                   | -                                                                              |
| 1968      | Div 3                    | 3         | -                   | -                                                                              |
| 1969      | Div 3                    | 11        | -                   | Nedflyttade till division 4.                                                   |
| 1970      | Div 4                    | 3         | -                   | -                                                                              |
| 1971      | Div 4                    | 2         | -                   | -                                                                              |
| 1972      | Div 4                    | 1         | -                   | Uppflyttade till division 3.                                                   |
| 1973      | Div 3                    | 5         | -                   | -                                                                              |
| 1974      | Div 3                    | 1         | -                   | Uppflyttade till division 2.                                                   |
| 1975      | Div 2                    | 8         | -                   | Första säsongen i andradivisionen.                                             |
| 1976      | Div 2                    | 4         | -                   | -                                                                              |
| 1977      | Div 2                    | 8         | -                   | -                                                                              |
| 1978      | Div 2                    | 11        | -                   | -                                                                              |
| 1979      | Div 2                    | 4         | -                   | -                                                                              |
| 1980      | Div 2                    | 10        | -                   | -                                                                              |
| 1981      | Div 2                    | 12        | -                   | Nedflyttade till division 3.                                                   |
| 1982      | Div 3                    | 6         | -                   | -                                                                              |
| 1983      | Div 3                    | 2         | -                   | -                                                                              |
| 1984      | Div 3                    | 2         | -                   | -                                                                              |
| 1985      | Div 3                    | 3         | -                   | -                                                                              |
| 1986      | Div 3                    | 1         | -                   | Uppflyttade till nya division 1.                                               |
| 1987      | Div 1                    | 11        | -                   | -                                                                              |
| 1988      | Div 1                    | 14        | -                   | Nedflyttade till division 2.                                                   |
| 1989      | Div 2                    | 7         | -                   | -                                                                              |
| 1990      | Div 2                    | 3         | -                   | -                                                                              |
| 1991      | Div 2                    | 2         | -                   | Uppflyttade till division 1.                                                   |
| 1992      | Div 1 Södra              | 6         | -                   | -                                                                              |
| 1993      | Div 1 Södra              | 2         | -                   | Förlorar kvalet till Allsvenskan mot Degerfors IF                              |
| 1994      | Div 1 Södra              | 3         | -                   | -                                                                              |
| 1995      | Div 1 Södra              | 8         | -                   | -                                                                              |
| 1996      | Div 1 Södra              | 6         | -                   | -                                                                              |
| 1997      | Div 1 Södra              | 7         | -                   | -                                                                              |
| 1998      | Div 1 Södra              | 12        | -                   | Nedflyttade till division 2.                                                   |
| 1999      | Div 2                    | 4         | -                   | -                                                                              |
| 2000      | Div 2                    | 11        | -                   | Nedflyttade till division 3.                                                   |
| 2001      | Div 3                    | 1         | -                   | Uppflyttade till division 2.                                                   |
| 2002      | Div 2 Södra Götaland     | 4         | 288                 | -                                                                              |
| 2003      | Div 2 Södra Götaland     | 8         | 478                 | -                                                                              |
| 2004      | Div 2 Södra Götaland     | 3         | 475                 | -                                                                              |
| 2005      | Div 2 Södra Götaland     | 3         | 500                 | Uppflyttade till nya division 1.                                               |
| 2006      | Div 1 Södra              | 13        | 341                 | Nedflyttade till division 2.                                                   |
| 2007      | Div 2 Södra Götaland     | 7         | 240                 | -                                                                              |
| 2008      | Div 2 Södra Götaland     | 5         | 327                 | -                                                                              |
| 2009      | Div 2 Södra Götaland     | 6         | 268                 | -                                                                              |
| 2010      | Div 2 Östra Götaland     | 10        | 264                 | Nedflyttade till division 3. Förlorar i kvalet mot Kållered SK med totalt 2-2. |
| 2011      | Div 3 Sydvästra Götaland | 2         | 498                 | Förlorar i kvalet mot GIF Nike med totalt 5-7.                                 |
| 2012      | Div 3 Sydöstra Götaland  | 3         | 546                 | -                                                                              |
| 2013      | Div 3 Sydvästra Götaland | 9         | 211                 | -                                                                              |
| 2014      | Div 3 Sydöstra Götaland  | 1         | 238                 | Uppflyttade till division 2.                                                   |
| 2015      | Div 2 Södra Götaland     | 12        | 503                 | Vann kvalet för att hänga kvar mot IFK Trelleborg med sammanlagt 7-4.          |
| 2016      | Div 2 Södra Götaland     | 5         | -                   | -                                                                              |
| 2017      | Div 2 Östra Götaland     | 11        | -                   | -                                                                              |
| 2018      | Div 2 Östra Götaland     | 9         | -                   | -                                                                              |
| 2019      | Div 2 Östra Götaland     | -         | -                   | Spelas fortfarande.                                                            |

Källor:
- IFK Hässleholm Division och Placering.

## Supportrar
IFK Hässleholms första klack bildades i samband med IFK Hässleholms kvalmatch till Allsvenskan 1993. Klacken döptes till Bröderna Brothers och bildades av syskonen Ken och Glenn Karlsson. Båda bröderna har haft IFK Hässleholm i sitt hjärta sedan de föddes. Ken och Glenn är söner till gamla storspelaren Mats Karlsson, som spelade i IFK Hässleholm under mitten av 1950-talet. Ett signum var den stora flagga som syntes under det allsvenska kvalet mot Degerfors. Under den matchen sattes också klubbrekordet i publik, 8 500 åskådare.
Bröderna Brothers försökte driva vidare supportklubben säsongen efter, men för lite intresse fanns och därför lades Bröderna Brothers ned.